# Championnats d'Europe de natation 1934
Navigation
Édition précédente Édition suivante
La 4e édition des Championnats d'Europe de natation se déroule du 12 au 19 août 1934 à Magdebourg en Allemagne. Le pays accueille pour la première fois cet événement organisé par la Ligue européenne de natation. Trois disciplines de la natation — natation sportive, plongeon et water-polo — figurent au programme, composé de 16 épreuves.

## Tableau des médailles
| Rang  | Nation             | Or | Argent | Bronze | Total |
| ----- | ------------------ | -- | ------ | ------ | ----- |
| 1     | Allemagne          | 6  | 9      | 4      | 19    |
| 2     | Pays-Bas           | 4  | 2      | 1      | 7     |
| 3     | Royaume de Hongrie | 3  | 0      | 0      | 3     |
| 3     | France             | 2  | 0      | 0      | 2     |
| 5     | Royaume-Uni        | 1  | 1      | 2      | 4     |
| 6     | Royaume d'Italie   | 0  | 2      | 2      | 4     |
| 7     | Tchécoslovaquie    | 0  | 1      | 1      | 2     |
| 8     | Suède              | 0  | 1      | 0      | 1     |
| 9     | Danemark           | 0  | 0      | 4      | 4     |
| 10    | Suisse             | 0  | 0      | 1      | 1     |
| 10    | Belgique           | 0  | 0      | 1      | 1     |
| Total | Total              | 16 | 16     | 16     | 48    |

## Natation

### Tableau des médailles en natation
| Rang  | Nation             | Or | Argent | Bronze | Total |
| ----- | ------------------ | -- | ------ | ------ | ----- |
| 1     | Pays-Bas           | 4  | 2      | 1      | 7     |
| 2     | Allemagne          | 2  | 7      | 2      | 11    |
| 3     | France             | 2  | 0      | 0      | 2     |
| 3     | Royaume de Hongrie | 2  | 0      | 0      | 2     |
| 5     | Royaume-Uni        | 1  | 0      | 2      | 3     |
| 6     | Royaume d'Italie   | 0  | 2      | 2      | 4     |
| 7     | Danemark           | 0  | 0      | 3      | 3     |
| 8     | Suisse             | 0  | 0      | 1      | 1     |
| Total | Total              | 11 | 11     | 11     | 33    |

### Résultats

#### Hommes
| Épreuve         | Or                                                         | Argent                                                                | Bronze                                                          |
| Nage libre      |                                                            |                                                                       |                                                                 |
| 100 m libre     | Ferenc Csik (HUN)                                          | Helmuth Fischer (GER)                                                 | Otto Wille (GER)                                                |
| 400 m libre     | Jean Taris (FRA)                                           | Paolo Costoli (ITA)                                                   | Giacomo Signori (ITA)                                           |
| 1500 m libre    | Jean Taris (FRA)                                           | Paolo Costoli (ITA)                                                   | Norman Wainwright (GBR)                                         |
| Dos             |                                                            |                                                                       |                                                                 |
| 100 m dos       | John Besford (GBR)                                         | Ernst Küppers (GER)                                                   | Edgar Siegrist (SUI)                                            |
| Brasse          |                                                            |                                                                       |                                                                 |
| 200 m brasse    | Erwin Sietas (GER)                                         | Paul Schwarz (GER)                                                    | Hans Malmstrom (DEN)                                            |
| Relais          |                                                            |                                                                       |                                                                 |
| 4 × 200 m libre | Hongrie Ödön Gróf Andras Marothy Ferenc Csik Árpád Lengyel | Allemagne Heiko Schwartz Wolfgang Leisewitz Otto Lenkitsch Otto Wille | Italie Massimo Costa Giacomo Signori Guido Giunta Paolo Costoli |

#### Femmes
| Épreuve         | Or                                                                              | Argent                                                              | Bronze                                                                   |
| Nage libre      |                                                                                 |                                                                     |                                                                          |
| 100 m libre     | Willemijntje den Ouden (NED)                                                    | Rie Mastenbroek (NED)                                               | Gisela Arendt (GER)                                                      |
| 400 m libre     | Rie Mastenbroek (NED)                                                           | Willemijntje den Ouden (NED)                                        | Lilli Andersen (DEN)                                                     |
| Dos             |                                                                                 |                                                                     |                                                                          |
| 100 m dos       | Rie Mastenbroek (NED)                                                           | Gisela Arendt (GER)                                                 | Puck Oversloot (NED)                                                     |
| Brasse          |                                                                                 |                                                                     |                                                                          |
| 200 m brasse    | Martha Genenger (GER)                                                           | Hanni Holzner (GER)                                                 | Inger Kragh (DEN)                                                        |
| Relais          |                                                                                 |                                                                     |                                                                          |
| 4 × 100 m libre | Pays-Bas Johanna Selbach Anna Timmermans Rie Mastenbroek Willemijntje den Ouden | Allemagne Ruth Halbsguth Ingrid Ohliger Hilde Salbert Gisela Arendt | Royaume-Uni Olive Bartle Marjory Hinton Edna Hughes Cecelia Wolstenholme |

## Water polo
| Épreuve | Médaille d'or | Médaille d'argent | Médaille de bronze |
| Hommes  | Hongrie       | Allemagne         | Belgique           |

## Plongeon
| Épreuve         | Médaille d'or            | Médaille d'argent       | Médaille de bronze       |
| Hommes          |                          |                         |                          |
| Tremplin de 3 m | Leo Esser (GER)          | Winfried Marauhn (GER)  | Franz Leikert (TCH)      |
| Haut vol à 10 m | Hermann Stork (GER)      | Franz Leikert (TCH)     | Ewald Riebschläger (GER) |
| Femmes          |                          |                         |                          |
| Tremplin de 3 m | Olga Jensch-Jordan (GER) | Katinka Larsen (GBR)    | Anneliese Kapp (GER)     |
| Haut vol à 10 m | Hertha Schieche (GER)    | Ingeborg Sjöqvist (SWE) | Inger Kragh (DEN)        |